# Bergtjärn, Jämtland
Bergtjärn är en sjö i Strömsunds kommun i Jämtland och ingår i Ångermanälvens huvudavrinningsområde. Sjöns area är 0,03 kvadratkilometer och den är belägen 480 meter över havet.